# William Haughton
William Haughton (??? - 1605), foi um dramaturgo inglês do teatro isabelino. Nos anos 1597 a 1602 colaborou em muitas obras com Henry Chettle, Thomas Dekker, John Day, Richard Hathwaye e Wentworth Smith.
Seus dados biográficos são conhecidos a partir das notas de Philip Henslowe, proprietário do Teatro A Rosa. No princípio, Henslowe se refere a ele como o "jovem" Haughton. Produziu todas suas obras conhecidas para Henslowe, para que as representassem os Admiral's Men.

## Referência
- Este artigo incorpora texto da Encyclopædia Britannica de 1911 (domínio público).